# Telekinesis (brano musicale)
Telekinesis è un brano musicale del rapper statunitense Travis Scott, pubblicato il 28 luglio 2023 come diciottesima traccia del suo quarto album in studio Utopia.

## Antefatti
Originariamente il brano doveva fare parte dell'album di Kanye West del 2021 Donda e si sarebbe dovuta intitolare Future Bounce, Future Sounds o Ultrasounds. La versione originale del brano era trapelata online, ma differenziava dalla versione finale per la produzione e per la presenza di una strofa di Kanye West.

## Descrizione
Il brano vede la partecipazione della cantautrice statunitense SZA e del rapper statunitense Future ed è stato prodotto da Travis Scott stesso insieme a BoogzDaBeast, Kanye West, Jahan Sweet e Hudson Mohawke. La produzione è composta da "colpi rapidi di snare, bassi profondi, trilli hi-hat e toni industrial". Scott canta il ritornello e un primo verso, mentre il secondo verso è di Future, che parla della suo isolamento dovuto alla sua dipendenza da droghe e parla della ex fidanzata Ciara. SZA chiude il brano con una strofa che è stata elogiata da diversi critici, nella quale canta della perdita di un amante e fa un riferimento a Marvins Room di Drake.

## Accoglienza
Mackenzie Cummings-Grady di Billboard ha posizionato Telekinesis al primo posto nella sua classifica dei brani di Utopia, definendola "strappalacrime" e elogiando la strofa di Future. Miles Heltzer di Medium l'ha piazzata al secondo posto nella sua classifica.

## Classifiche
| Classifica (2023) | Posizione massima |
| ----------------- | ----------------- |
| Australia         | 19                |
| Canada            | 18                |
| Danimarca         | 39                |
| Francia           | 64                |
| Grecia            | 19                |
| Islanda           | 19                |
| Irlanda           | 38                |
| Italia            | 74                |
| Lituania          | 49                |
| Lussemburgo       | 24                |
| Norvegia          | 27                |
| Nuova Zelanda     | 13                |
| Portogallo        | 36                |
| Regno Unito       | 31                |
| Repubblica Ceca   | 71                |
| Stati Uniti       | 26                |
| Svezia            | 74                |